# 宋堯讚
宋堯讚（韓語：송요찬，1918年2月13日—1980年10月18日）韩国陸軍將領、政治人物。韓戰指挥官之一。1960年4·19革命时任戒严司令官，绰号石頭將軍，5.16军事政变后接替张都暎任内阁首班。
1948年時任第九連隊連長（又譯第九團團長），充當濟州四·三慘案（政府鎮壓同情共產黨的民眾的慘案）的鎮壓部隊，屠殺濟洲島漢拏山上村民，濟州慘案整件事導致10%島民被殺，:195:13約14000-30000人。:139, 193

## 生平

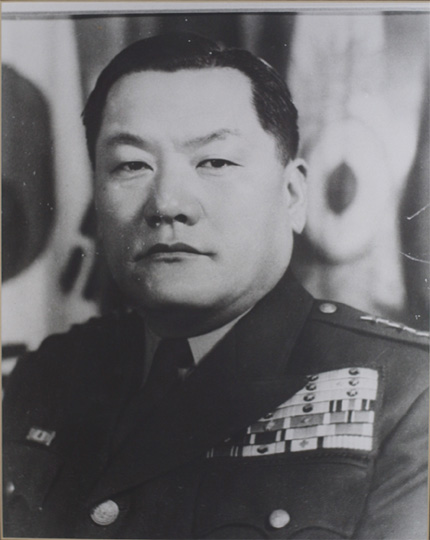
宋堯讚中將，陸軍參謀總長任內（1959年）

忠清南道青阳郡人，本贯礪山（여산）。日本統治時代，日本陸軍特別志願兵出身。1945年8月光复后，决心走军人的道路，遂入汉城军事英语学校进修。1946年2月第1期毕业，他在军队内部因日本陸軍特別志願兵出身，各派都对他持否定态度。后在釜山国防警备队第5连任排长，并于1948年2月晋升陆军少校。在国防警备队江陵營长期间，获得石頭將軍绰号。
大韩民国国军成立后，在国防警备队转役为陸軍。1948年7月任在济州重组的第9團少校团长，当时发生济州4·3事件，他率队镇压，并参与围剿智异山等地活动的南朝鮮劳动党游击队。1948年7月在京畿道驻扎，并担任陆军步兵学校校长，1949年1月晋升陆军中校。1950年4月出任宪兵队司令官。6月朝鲜战争爆发，他率宪兵队在6月27日将漢城韩国银行的地金成功运出。9月升为准将，同时成为首都警卫师长。1952年12月美国总统艾森豪威尔访问韩国，他担任检阅官。
第8步兵师长任职期间于1953年7月在美國陸軍指揮參謀學院當學員。1954年8月回国，并于当年10月晋升为陆军中将，此后再次担任第8师师长、第3军军长。1956年7月份再次前往美国当地视察1个月，并于8月回国。1957年5月任第一野战军司令，1959年2月出任陆军参谋总长。
1960年3·15选举舞弊引发群众抗议示威，學生示威扩大为4·19學運，他任戒严司令官，1960年5月辞去陆军参谋總长职务，并在美国留学1年，1961年5月在华盛顿DC访问时得知5.16军事政变的消息。回国7月国家重建最高会议任命为内阁首班兼外务部長，参与第1次经济开发计划的修改。1962年3月兼经济企划院院长，证券风波后和国家重建最高会议发生矛盾，反对货币改革，在6月15日辞去内阁首脑和经济企划院院长职务。
1963年8月因肾炎暂时住院，8月8日，在东亚日报发表文章反对朴正熙竞选总统，敦促他辞职而被捕。他于12月进行的第5届总统选举中，作为总统候选人参选，但在野党候选人的单一化，最后放弃选举，宣布退出政坛。1980年10月18日去世，年62岁，歸葬於故里。
| 前任： 李亨根（代理） | 第11任韩国陆军参谋总长 1959年8月7日~ 1960年5月22日 | 繼任： 崔榮喜 |
| 前任： 申應均（代理） | 第13任韩国国防部部長 1961年6月12日~ 1961年7月10日  | 繼任： 朴炳權 |
| 前任： 张都暎         | 内阁首班 1961年7月3日~ 1962年6月15日               | 繼任： 朴正熙 |
| 前任： 金弘壹         | 第8任韩国外务部部長 1961年7月22日~ 1961年10月10日  | 繼任： 崔德新 |
| 前任： 金裕澤         | 第2任大韩民经济企划院院長 1962年3月~ 1962年6月15日 | 繼任： 金顯哲 |